# وارن هيلر
وارن هيلر (بالإنجليزية: Warren Heller)‏ هو لاعب كرة قدم أمريكية أمريكي، ولد في 24 نوفمبر 1910 في بيتسبرغ في الولايات المتحدة، وتوفي في 5 يونيو 2004 في Oakmont, Pennsylvania ‏ في الولايات المتحدة.

## وصلات خارجية
- وارن هيلر على موقع مرجع كرة القدم المحترفة.كوم (الإنجليزية)